# روبن ماتئوسیان
روبن ماتساکی ماتئوسیان (ارمنی: Ռուբեն Մացակի Մաթևոսյան؛ زاده ۱۲ ژانویه ۱۹۴۱) یک خواننده، آهنگساز و آموزگار اهل ارمنستان است. وی از ۱۹۶۱ میلادی تا کنون در عرصه موسیقی فعالیت می‌کند.

## زندگی‌نامه
روبن ماتئوسیان در ۱۲ ژانویه ۱۹۴۱ در اسپیتاک به دنیا آمد. در ۱۹۶۷ از کنسرواتوار دولتی کومیتاس ایروان فارغ‌التحصیل شد.

## جوایز و افتخارات
- هنرمند مردمی ارمنستان شوروی (۱۹۷۸)
- مدال موسس خورناتسی (۱۹۹۸)
- نشان مسروپ ماشتوتس (۲۰۱۱)
- شهروند افتخاری ایروان (۲۰۱۵)

## فیلمشناسی
از فیلم‌ها یا برنامه‌های تلویزیونی که وی در آن نقش داشته‌است می‌توان به آثار زیر اشاره کرد.
- مثلث (فیلم ۱۹۶۷) (۱۹۶۷)
- حیاط ما (۱۹۹۶)
- سایات‌نووا (فیلم) (۱۹۶۳)

## جستارهای ویژه
- فهرست خوانندگان ارمنی